# Campionat d'escacs de la Xina
Aquesta és una llista dels vencedors del Campionat d'escacs de la Xina, el torneig que serveix per determinar el campió d'escacs de la Xina. Se celebra des de 1957 en categoria masculina, i des de 1979 en categoria femenina.

## Quadre d'honor
| Any      | Campió masculí  | Campiona femenina |
| -------- | --------------- | ----------------- |
| 1957     | Zhang Fujiang   |                   |
| 1958     | Xu Jialiang     |                   |
| 1959     | Deng Wenxiang   |                   |
| 1960     | Xu Tianli       |                   |
| 1962     | Xu Tianli       |                   |
| 1962 (2) | ??              |                   |
| 1964     | Jian Mingji     |                   |
| 1965     | Huang Xinzhai   |                   |
| 1966     | Zhang Donglu    |                   |
| 1974     | Chen De         |                   |
| 1975     | Qi Jingxuan     |                   |
| 1977     | Chen De         |                   |
| 1978     | Qi Jingxuan     |                   |
| 1979     | Li Zunian       | Liu Shilan        |
| 1979(2)  | --              | Liu Shilan        |
| 1980     | Liu Wenzhe      | Liu Shilan        |
| 1980(2)  | --              | Liu Shilan        |
| 1981     | Ye Jiangchuan   | Liu Shilan        |
| 1982     | Liu Wenzhe      | Zhao Lan          |
| 1983     | Xu Jun          | Liu Shilan        |
| 1984     | Ye Jiangchuan   | Liu Shilan        |
| 1985     | Xu Jun          | Liu Shilan        |
| 1986     | Ye Jiangchuan   | Liu Shilan        |
| 1987     | Ye Jiangchuan   | Peng Zhaoqin      |
| 1988     | Wang Zili       | Qin Kanying       |
| 1989     | Ye Jiangchuan   | Xie Jun           |
| 1990     | Ye Rongguang    | Peng Zhaoqin      |
| 1991     | Lin Weiguo      | Qin Kanying       |
| 1992     | Lin Weiguo      | Zhu Chen          |
| 1993     | Tong Yuanming   | Peng Zhaoqin      |
| 1994     | Ye Jiangchuan   | Zhu Chen          |
| 1995     | Liang Jinrong   | Qin Kanying       |
| 1996     | Ye Jiangchuan   | Zhu Chen          |
| 1997     | Lin Weiguo      | Wang Lei          |
| 1998     | Peng Xiaomin    | Wang Lei          |
| 1999     | Wang Zili       | Qin Kanying       |
| 2000     | Liang Jinrong   | Wang Lei          |
| 2001     | Zhang Zhong     | Wang Lei          |
| 2002     | Zhang Pengxiang | Wang Pin          |
| 2003     | Zhang Zhong     | Xu Yuanyuan       |
| 2004     | Bu Xiangzhi     | Qin Kanying       |
| 2005     | Wang Yue        | Wang Yu           |
| 2006     | Ni Hua          | Li Ruofan         |
| 2007     | Ni Hua          | Hou Yifan         |
| 2008     | Ni Hua          | Hou Yifan         |
| 2009     | Ding Liren      | Shen Yang         |
| 2010     | Wang Hao        | Ju Wenjun         |
| 2011[1]  | Ding Liren      | Zhang Xiaowen     |
| 2012[2]  | Ding Liren      | Huang Qian        |
| 2013     | Wang Yue        | Ding Yixin        |
| 2014     | Yu Yangyi       | Ju Wenjun         |
| 2015[3]  | Wei Yi          | Tan Zhongyi       |
| 2016[4]  | Wei Yi          | Guo Qi            |
| 2017     | Wei YI          | Lei Tingjie       |
| 2018     | Yang Wen        | Mo Zhai           |
| 2019     | Lu Shanglei     | Zhu Jiner         |
| 2020     | Yu Yangyi       | Tan Zhongyi       |
| 2021     | Yu Yangyi       | Tan Zhongyi       |
| 2022     | Dai Changren    | Tan Zhongyi       |
| 2023     | Li Di           | Guo Qi            |
| 2024     | Wang Yue        | Lu Miaoyi         |